# 脊髄硬膜外血腫
脊髄硬膜外血腫（せきずいこうまくがいけっしゅ、英: spinal epidural hematoma、spinal extradural haematoma、SEH）とは脊髄硬膜外で出血し形成された血腫部位から突然放散痛が出現し、また血腫が脊髄を圧迫するため運動麻痺と感覚障害が起こる稀な疾患である。脊髄硬膜外血腫の多くは特発性であり、およそ半数の初発症状が対麻痺ではなく顔面を含まない片麻痺であり脳梗塞との鑑別が問題になる。Stroke mimicのひとつである。

## 疫学
脊髄硬膜外血腫は稀な疾患といわれており、発生率は年間100万人あたり1人と報告されている。発症年齢のピークは15 - 20歳と60 - 70代にあり、男女比は1.4対1で男性にやや多い。

## 原因
Groenらの検討によると原因は抗凝固療法中の出血傾向が24 %、高血圧が19 %、外傷や全身疾患が5 %であり何らかの原因があった症例が48 %にすぎなかった。52 %が特発性であった。
出血の多くは硬膜外静脈叢由来と考えられている。静脈弁がないため、妊娠分娩、運動、咳込み、腹圧の亢進などで急激な静脈圧の上昇が起こりやすく、損傷されると推測されている。硬膜外静脈叢は解剖学的には脊柱管の外側で発達しており左右どちらかの静脈叢から出血することが多い。特発性の場合は頸髄から上部胸髄で発症することが多いが、外傷後、腰椎穿刺後、硬膜外麻酔などの原因では胸腰髄や腰髄でも発生する。

## 症状
栗山らの検討によると症状は下記のようにまとめられる。
疼痛
脊髄硬膜外血腫で最も特徴的な症状は放散する後頸部痛である。血腫部位より後頸部から肩、肩甲骨から上腕へ放散する突然の激痛でありその後、運動麻痺と感覚障害が進行する。硬膜外血管から出血した血液が、狭い空間を押し広げ拡大し神経根を進展させるために起こる刺激症状と思われる。
運動麻痺
半数以上の62.5 %が顔面を含まない片麻痺であり、四肢麻痺が12.5 %、麻痺を認めない例が25 %あった。
感覚障害
感覚障害が43.8 %で認められ、いずれも異常感覚であった。疼痛や運動麻痺が目立つ場合、感覚障害は見過ごされている可能性もある。
膀胱直腸障害
排尿障害が25 %で認められた。

## 画像
血腫はほとんど楕円形の形態である。MRIでは血腫内容物が均一な場合と不均一な場合がある。血腫はT2WIでは高信号でT1WIでは初期は等信号で次第に高信号になる。

## 治療
従来は積極的に緊急除圧術が行われてきたが、MRIなどで経過観察が十分できるため、保存的に加療しても予後良好という報告もある。